# IESE Business School

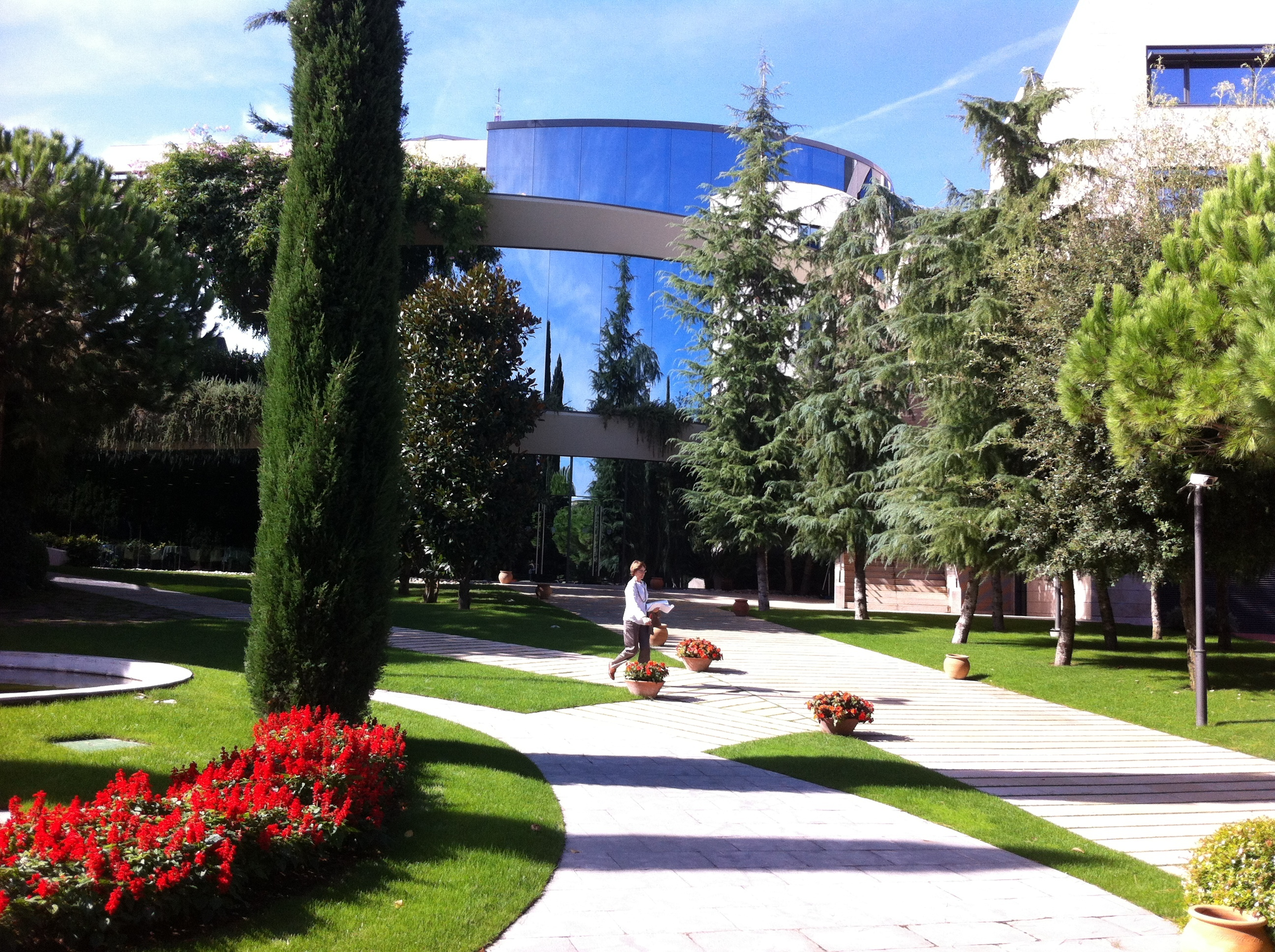
Kampus Północny IESE Business School

IESE Business School (Instituto de Estudios Superiores de la Empresa, IESE) – szkoła podyplomowa dla menedżerów, utworzona jako część Uniwersytetu Nawarry. Jej kampusy znajdują się w Barcelonie, Madrycie, a także w Monachium, São Paulo i Nowym Jorku. W Polsce w ramach IESE działa IESE Executive Education Center w Warszawie. Jest jedną z najlepszych szkół biznesu na świecie. Prowadzi programy MBA, Executive MBA (EMBA), Global Executive MBA (GEMBA) oraz Advanced Management Program (AMP). Oferuje również program Master of Research in Management (MRM) oraz studia doktoranckie w zakresie zarządzania przedsiębiorstwem.
IESE Business School, podobnie jak Uniwersytet Nawarry, są dziełami korporacyjnymi Prałatury Personalnej Opus Dei.

## Historia i działalność międzynarodowa
IESE Business School została założona w 1958 roku. Pierwszym programem, jaki IESE w 1958 zaoferowała menedżerom, był Advanced Management Program (AMP). Programy AMP są skierowany do menedżerów najwyższego szczebla (C-level). Hiszpańskim odpowiednikiem programu AMP jest „Programa de Alta Dirección de Empresas” (PADE). W 1964 roku, we współpracy z Harvard Business School, rozpoczęto pierwszy w Europie program MBA, który trwa 2 lata. W 1980 roku ruszył pierwszy na świecie dwujęzyczny program MBA. W 2000 roku otwarto program Global Executive MBA, w ramach którego wykłady odbywają się w Barcelonie, Madrycie, Palo Alto, Bangalore i Szanghaju. Do tej pory ok. 32 000 osób z 90 krajów ukończyło różnego rodzaju programy IESE.
W roku 1980 IESE rozpoczęło prowadzenie programów MBA w języku angielskim, dzięki czemu program IESE MBA stał się atrakcyjny także dla studentów zagranicznych. Poza tym studenci drugiego roku mogli skorzystać z międzyuczelnianych porozumień i w ramach wymiany studenckiej kontynuować studia MBA na takich uczelniach jak: Wharton School, Kellogg School of Management, HEC Paris czy w London Business School. Dzięki temu rozwojowi IESE kontynuuje program współpracy z 25 uczelniami na świecie, stając się szkołą międzynarodową, skupiającą studentów programów MBA 60 różnych narodowości.
W rozwoju międzynarodowych programów executive education przełomowy był program dla menedżerów wyższego szczebla zorganizowany we współpracy z Stephen M. Ross School of Michigan koło Lozanny (Szwajcaria) w 1994. Po nim nastąpiły kolejne, otwierając współpracę IESE z Harvard, Stanford, MIT oraz Chińsko-Europejska Międzynarodowa Szkoła Biznesu (CEIBS). Pogłębiały się również więzy z międzynarodowymi korporacjami, dzięki którym w 1989 roku utworzone zostało International Advisory Board (IAB). Ciało to posłużyło nawiązywaniu kontaktów między profesorami IESE a szefostwem międzynarodowych korporacji i ułatwiło analizę trendów socjoekonomicznych. Innym czynnikiem było zainicjowane w 1991 roku, przy wsparciu Komisji Europejskiej, programów International Faculty Program (IFP) dla wykładowców szkół ekonomicznych z krajów Europy Wschodniej po upadku komunizmu. Począwszy od 2000 roku program został poszerzony o wszystkie kraje Europy, Azji, Afryki i Ameryki.
Kolejnym krokiem w umiędzynarodowieniu IESE była oferta programu Gobal Executive Program (2001), jako modułowa oferta programu EMBA dla senior managers z różnych krajów świata. W 2023 oferta Gobal CEO Program jest realizowana we współpracy z MIT Sloan School of Management.  W 2005 roku rozpoczęto prowadzenie programu AMP w Monachium (jako stałego programu poza granicami Hiszpanii). Skutkiem tego było otwarcie kolejnego kampusu IESE – w Monachium (2015).
W roku 2006 uruchomiono program AMP w Warszawie. W kolejnym roku IESE, jako pierwsza szkoła europejska, otworzyła swój kampus w USA – w Nowym Jorku.
Rozpoczynający się w roku 2017 w program MBA liczył 712 studentów, z których 84% pochodziło spoza Hiszpanii. W tym samym roku IESE zatrudniało 114 profesorów. Wśród nich jest prof. Franz Heukamp, pierwszy nie-Hiszpan na stanowisku dziekana i Sekretarza Generalnego IESE (od 2016 roku).
IESE jest jedną z wiodących szkół na świecie pod względem liczby tworzonych case’ów businessowych. IESE Publishing oferuje ok. 5 tys. case’ów i tworzy ok. 100 nowych rocznie.
IESE odegrała przewodnią rolę w powstaniu 15 szkół biznesu w krajach rozwijających się, m.in. w powstałej UNIS Business School w Gwatemali (1997), szkoły biznesu IPADE w Meksyku, PAD w Limie (Peru), a także w powstałych w Afryce trzech nowych szkół biznesu:
- Lagos Business School (Pan-African University) w Lagos (Nigeria)[11]
- Strathmore Business School (Uniwersytet Strathmore) w Kenii oraz
- MDE Business School w Abidżanie (Wybrzeże Kości Słoniowej).

Poza tym IESE jest partnerem strategicznym szkół m.in. w Szanghaju i Kairze.

## IESE w Polsce
W 2005 IESE uruchomiło w Polsce pilotowy program AMP dla menedżerów najwyższego szczebla. Od tego czasu programy AMP odbywają się każdego roku. W latach 2017–2018 IESE we współpracy z Krajową Szkołą Administracji Publicznej (KSAP) przeprowadziło pierwszy w Polsce program Top Public Executive dla kadry zarządzającej administracji publicznej.
Głównym odpowiedzialnym za programy IESE w Polsce jest prof. Radosław Koszewski – dyrektor Executive Education Center IESE Business School w Warszawie.

## Rankingi
- Financial Times 2023 – MBA Ranking, 3. miejsce na świecie[15],
- Financial Times 2023 – Executive Education: Top 50 combined ranking Ranking, 2. miejsce na świecie[16],
- Bloomberg Businessweek 2022/23 program IESE MBA plasuje się na 3 miejscu w Europie[17].
- The Economist 2021 – Full-time MBA Ranking 2021, 1. miejsce na świecie[18],
- The Economist 2020 – Executive EMBA Ranking, 3. miejsce w Europie i 7 miejsce na świecie[19],
- AméricaEconomía Intelligence: Ranking MBA Global 2019, 2. miejsce na świecie[20],
- Financial Times 2019: w kategorii Executive Education - Customised, IESE 1 miejsce na świecie[21],
- Financial Times uplasował programy IESE Executive Education w latach 2015, 2016, 2017 i 2018 jako najlepsze na świecie[22].